# 朝鮮進駐軍
朝鮮進駐軍（ちょうせんしんちゅうぐん）は、第二次世界大戦後の混乱期、在日朝鮮人が日本各地で各種犯罪を犯した際、詐称、僭称したとされる名称であり、軍事組織ではない。

## 概説
太平洋戦争が日本の降伏により終結した直後、朝鮮人に優越感が発生した事や、日本からの“解放”により社会基盤を喪失した事から、一部の朝鮮人や台湾人らによる殺害、強盗、暴力事件などの不法行為が頻発した。当時の朝鮮人による事件は記録に残るものでも、大津地方検察庁襲撃事件、長崎警察署襲撃事件、生田警察署襲撃事件、富坂警察署襲撃事件、新潟日報社襲撃事件、関東朝鮮人強盗団事件、直江津駅リンチ殺人事件、他多数にのぼる。
いくつかの書籍がこうした背景を元に不法行為を行った朝鮮人の中に、「朝鮮進駐軍」を名乗ったものがいたと主張している。山野車輪は『マンガ 嫌韓流』（2005年）の第3話「在日韓国・朝鮮人の来歴」、『マンガ 嫌韓流4』（2009年）第3話「“朝鮮進駐軍”と日本の戦後史」において、こうした状況の中で一部朝鮮人が自分達を「戦勝国民」であると主張し「朝鮮進駐軍」を名乗って暴力事件を起こしたと説明している。また、野村旗守は『嫌韓流の真実！ザ・在日特権』（2006年）、『マンガ嫌韓流の真実!』（2007年）で、「朝鮮進駐軍」を僭称した一部の朝鮮人が、無賃乗車を駅員に注意されると集団暴行を行ったと説明している。但馬オサムは『ゴジラと御真影 -サブカルチャーから見た近現代史-』（2009年）で、一部朝鮮人が戦勝国民を気取って徒党を組み、治外法権的特権を有するかのように振る舞い、朝鮮進駐軍の腕章をつけて買出しの列車を占拠したとしている。「お前ら四等国民の日本人が我々二等国民である朝鮮進駐軍に指図するとは生意気な!」というのが彼らの常套句だったという。ただし、但馬はこうした行為について、闇市の利権を巡り抗争を繰り広げた朝鮮人愚連隊などに比べればまだ可愛いものとし、チンピラ行為と表現している。

## 在特会支部による主張

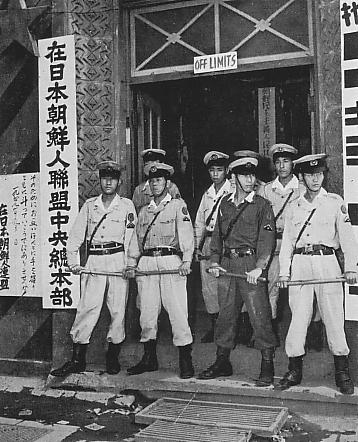
「朝鮮進駐軍の写真」だと在特会らによって紹介された写真。実際は、団体等規正令に基づき朝連ビル（在日本朝鮮人連盟中央総本部）が強制捜索された際に入り口を封じる警視庁予備隊、1949年9月8日

在日特権を許さない市民の会（在特会）の大阪支部は、「『朝鮮進駐軍』をご存知ですか?」というチラシを作成し、その中で3万人の朝鮮人からなる犯罪組織「朝鮮進駐軍」が、戦後の混乱期に強姦、殺人、公的機関への襲撃、不動産の不法占拠などの犯罪を起こし、GHQの資料にあるだけでも最低4,000人の日本人が殺されたと主張している。2009年に在特会が起こした京都朝鮮学校公園占用抗議事件では、これを「（学校の土地は）朝鮮人に奪われた」という主張の根拠としている。